# Killing Joke
Killing Joke é uma banda britânica de rock, formada em Londres em 1978 por Jaz Coleman (voz e teclados), "Geordie" Kevin Walker (guitarra), Martin Glover "Youth" (baixo) e "Big" Paul Ferguson (bateria). Seu primeiro álbum, Killing Joke, foi lançado em 1980. Após o lançamento de Revelations em 1982, o baixista Youth foi substituído por Paul Raven. A banda alcançou o sucesso mainstream em 1985 com o álbum Night Time e os singles "Eighties" e "Love Like Blood".
O estilo musical da banda emergiu da cena pós-punk inglesa, mas se destacou por sua abordagem mais pesada, e foi citado como uma influência chave no rock industrial. Seu estilo evoluiu ao longo dos anos, às vezes incorporando elementos de rock gótico, new wave e rock industrial, muitas vezes revelando a guitarra proeminente de Walker e os "vocais fortemente estridentes" de Coleman. Killing Joke influenciou muitas bandas e artistas posteriores, como Metallica, Nirvana, Nine Inch Nails e Soundgarden. Embora Coleman e Walker tenham sido os únicos membros constantes da banda, a formação atual apresenta todos os quatro membros originais.

## História

### Anos 1980
A carreira da banda começa com o lançamento do EP Almost Red, em 1979. Este trabalho chama a atenção de John Peel, da BBC, que os convida para uma das suas John Peel Session's. Aínda no mesmo ano assinam um contrato com a Island Records, e criam a sua própria etiqueta Malicious Damage.
Em 1980 trocam de editora, e juntam-se à EG, onde lançam o seu primeiro álbum de originais, Killing Joke. No seguimento deste álbum, o grupo efectua vários concertos pela Inglaterra. Devido à sua performance em palco, os seus espetáculos são considerados agressivos, dado incluírem imagens repulsivas e controversas; exemplo disso é um cartaz com um abade alemão, Albanus Schachleiter, abençoando um grupo de nazis. Apesar da controvérsia, a banda tem sucesso, com o seu som pesado, mas dançável.
Com o lançamento do seu terceiro álbum, Revelations em 1982, Jaz Coleman aprofunda, cada vez mais, a sua ligação ao ocultismo, e deixa a banda. Com ele sai também Geordie e Youth, e viajam para a Islândia. Alguns meses depois, Youth regressa a Inglaterra e, juntamente com Ferguson, formam a banda Brilliant. Pouco tempo, depois, Ferguson sai deste projecto e viaja para a Islândia com o novo baixista dos Killing Joke, Paul Raven.
Com esta nova formação, a banda regressa ao seu país para lançarem Fire Dances, em 1983. O álbum revela uma postura mais branda do grupo.
Até ao fim da década de 1980, a banda lança mais quatro álbuns. Apesar do êxito de um deles, Night Time de 1985, (cujo tema forte, "Love like Blood", atinge posições de relevo nas tabelas de vendas de vários países), a banda não volta a atingir a força e o sucesso, dos tempos anteriores.

### Anos 1990
No início dos anos 1990, com um novo baterista, Martin Atkins, os Killing Joke editam novo álbum, Extremities, Dirt & Various Repressed Emotions, e regressam ao som pesado dos seus primeiros trabalhos. A banda separa-se, e só em 1994 surgem, desta vez como trio: Coleman, Geordie, e Youth.
Em 1996, lançam o álbum Democracy, que seria o seu último trabalho até 2003. Neste período Coleman e Youth produzem vários álbuns de rock, acompanhados por orquestra, tendo por base os trabalhos dos Led Zeppelin e dos Doors. Coleman torna-se compositor-residente das orquestras da Nova Zelândia e República Checa, obtendo sucesso neste último país. Participa no filme Rok ďábla (Year of the Devil) de Petr Zelenka, um cineasta checo. Mais tarde, este seria o realizador do video Hosannas from the Basements of Hell.

### 2000-presente
Em 2003 lançam novo álbum, Killing Joke. Com um som mais pesado, é considerado um dos seus melhores álbuns. As letras reflectem a Guerra do Iraque e o poder governamental. Neste álbum também participa Dave Grohl, dos Nirvana e Foo Fighters.
Em 2005, os Killing Joke completaram 25 anos de carreira, e efectuaram dois concertos consecutivos no Shepherds Bush Empire, de Londres. Destes concertos sai o DVD, e CD, XXV Gathering: The Band That Preys Together Stays Together. Neste mesmo ano, fazem a primeira parte dos concertos dos Mötley Crüe, no Reino Unido.
Hosannas from the Basements of Hell, de 2006, marca o regresso aos temas originais. É um álbum de músicas mais simples, bem recebido pela crítica.
Em outubro de 2006, Jaz Coleman é escolhido para compositor-residente da União Europeia.

## Discografia
| - Killing Joke, (1980) - What's THIS For…!, (1981) - Revelations (1982) - Fire Dances, (1983) - Night Time, (1985) - Brighter than a Thousand Suns, (1986) - Outside the Gate (1988) - The Courtauld Talks, (1989) - Extremities, Dirt & Various Repressed Emotions, (1990) - Pandemonium, (1994) - Democracy, (1996) - Killing Joke, (2003) - Hosannas from the Basements of Hell, (2006) - Absolute Dissent, (2010) - MMXII, (2012) - Pylon, (2015) - Ha! (Killing Joke album)\|Ha!, EP (1982) - BBC In Concert, (1996) - No Way Out But Forward Go, (2001) - XXV Gathering: Let Us Prey, (2005) - An Incomplete Collection 1980-1985, (1990) - Laugh? I Nearly Bought One!, (1992) - Wilful Days, (1995) - Alchemy: The Remixes, (Remix Album) (1996) - Wardance, (Remix Album) (1998) - The Unperverted Pantomime?, (2003) - Chaos for Breakfast, (2004) - For Beginners, (2004) - Inside Extremities: Mixes, Rehearsals and Live, (2007) - Bootleg Vinyl Archive Vol. 1, (2007) - Bootleg Vinyl Archive Vol. 2, (2007) | - Turn To Red EP 10" (1979) - Nervous System 7" 12" (1979) - Wardance/Pѕyche 7" (1980) - Requiem/Change 7" 12" (1980) - Follow the Leaders/Tension 7" 10" (May 1981) – UK #55 - Empire Song/Brilliant 7" (Mar 1982) – UK #43 - Chop Chop/Good Samaritan 7" (1982) - Birds of a Feather/Sun Goes Down/Flock the B side 7" 12" (1982) – UK #64 - Let's All Go/Dominator 7" 12" (1983) – UK #51 - Me or You/Wilful Days 7" 12" (1983) – UK #57 - Eighties/Eighties Common Mix 7" 12" (1984) – UK #60 - A New Day/Dance Day 7" 12" (1984) – UK #56 - Love Like Blood/Blue Feather 7" 12" (1985) – UK #16, Germany #24 - Kings & Queens/The Madding Crowd 7" 12" (1985) – UK #58 - Adorations/Exile 7" 12" (1986) – UK #42 - Sanity/Goodbye to the Village 7" 12" (1986) – UK #70 - America/Jihad 7" 12" (1988) – UK #77 - My Love of This Land/Darkness Before Dawn 7" 12" (1988) – UK #89 - Money is Not Our God CDs 12" (1991) - Change: The Youth Mixes CD (1992) - Exorcism CDs 10" (1994) - Millennium CDs 7" 12" (1994) – UK #34 - Pandemonium CDs (1994) – UK #28 - Pandemonium in Dub CDs (1994) - Jana CDs (1995) – UK #54 - Jana Live EP (1995) - Jana/Millennium Double CDs (1995) - Democracy CDs (Mar 1996) – UK #39 - Democracy dif. Mix CDs (1996) - Love Like Blood/Intellect (1998) - Loose Cannon 12" CDs DVDs (2003) – UK #25 - Seeing Red CDs (2003) - Hosannas from the Basement of Hell/Afterburner/Universe B CDs (2006) – UK #74 - Hosannas from the Basement of Hell/Afterburner (Alternate Vers.) Limited 7" (2006) |